# Himmler-Erlass vom 20. Juni 1938

Veröffentlichung des Erlasses im Ministerial-Blatt des Reichs- und Preußischen Ministeriums des Innern

Der Himmler-Erlass vom 20. Juni 1938 (Runderlaß des Reichsführers SS und Chefs der Deutschen Polizei im Reichsministerium des Innern vom 20. Juni 1938) war ein Erlass Heinrich Himmlers zum Verbot von acht noch bestehenden katholischen Korporationsverbänden und deren Mitgliedsverbindungen. Begründet wurde das Verbot damit, dass „das Weiterbestehen von Studenten- und Altherrenverbänden außerhalb des NS-Studentenbundes und des NS-Altherrenbundes als den hierfür zuständigen Parteigliederungen politisch nicht tragbar“ sei. Der kurz zuvor geschaffene NS-Altherrenbund, dem beizutreten sich viele Altherrenvereine, insbesondere die der katholischen Verbände, verweigert hatten, sollte durch Himmlers Erlass gestärkt werden. 
Der Erlass erging aufgrund der Verordnung des Reichspräsidenten zum Schutz von Volk und Staat vom 28. Februar 1933, mit dem die Bürgerrechte der Weimarer Verfassung außer Kraft gesetzt worden waren.

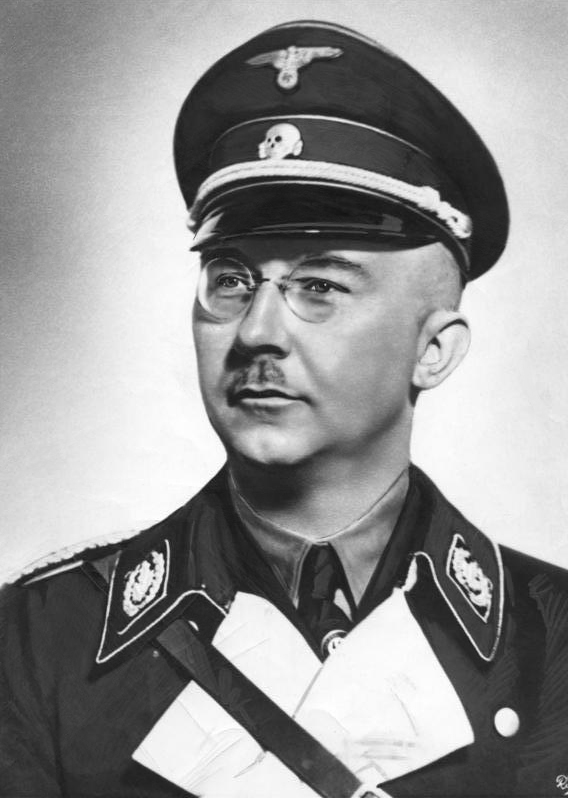
Heinrich Himmler (1938)
Generalanzeiger vom 27. Juni 1938 zum Verbot
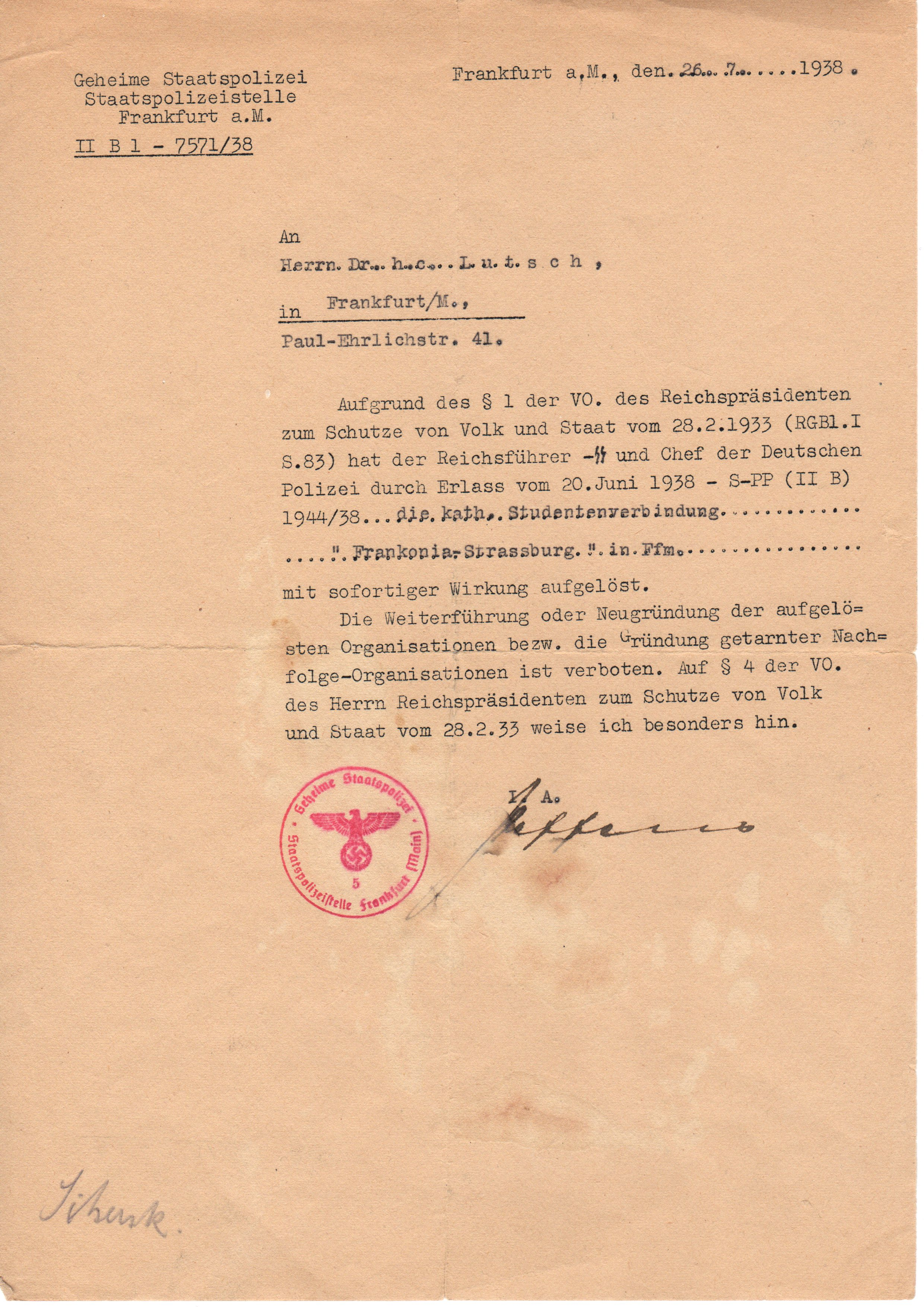
Mitteilung des Verbots durch die Gestapo an den KStV Frankonia-Straßburg

## Vom Verbot betroffene Verbände
Verboten wurden im Einzelnen die folgenden Verbände:
- Cartellverband der katholischen deutschen Studentenverbindungen (CV)
- Kartellverband katholischer deutscher Studentenvereine (KV)
- Technischer Cartell-Verband (TCV)
- Verband der Wissenschaftlichen Katholischen Studentenvereine Unitas (UV)
- Ring Katholischer Deutscher Burschenschaften (RKDB)
- Hochland-Verband der katholischen neudeutschen Verbindungen (HV)
- Verband der freien Vereinigungen katholischer Studierender (FV)
- Verband der katholischen deutschen Studentinnen-Vereine (VKDSt)

Die fünf erstgenannten Korporationsverbände (CV, KV, TCV, UV und RKDB) wurden nach dem Ende des Nationalsozialismus neu gegründet.